# Lịch sử Google
Google được Larry Page và Sergey Brin chính thức thành lập vào năm 1998 để quảng bá Google Tìm kiếm. Công cụ này sau đó đã trở thành công cụ tìm kiếm dựa trên web được sử dụng nhiều nhất. Larry Page và Sergey Brin - hai sinh viên Đại học Stanford ở California, đã phát triển một thuật toán tìm kiếm lúc đầu được gọi là "BackRub" vào năm 1996, với sự giúp đỡ của Scott Hassan và Alan Steremberg. Công cụ tìm kiếm này nhanh chóng tỏ ra thành công và công ty đã mở rộng và di chuyển nhiều lần, cuối cùng đã ổn định tại Mountain View vào năm 2003. Việc này đánh dấu một giai đoạn phát triển nhanh chóng, với việc công ty phát hành cổ phiếu lần đầu ra công chúng vào năm 2004 và nhanh chóng trở thành một trong những công ty truyền thông lớn nhất thế giới. Công ty ra mắt Google News vào năm 2002, Gmail vào năm 2004, Google Maps vào năm 2005, Google Chrome vào năm 2008 và mạng xã hội được gọi là Google+ vào năm 2011 (đã ngừng hoạt động vào tháng 4 năm 2019), cùng với nhiều sản phẩm khác. Năm 2015, Google trở thành công ty con chính của công ty mẹ Alphabet Inc.
Công cụ tìm kiếm này đã trải qua nhiều bản cập nhật trong nỗ lực chống lại việc lạm dụng tối ưu hóa công cụ tìm kiếm, cung cấp cập nhật động về các kết quả và làm cho hệ thống lập chỉ mục nhanh chóng và linh hoạt. Kết quả tìm kiếm bắt đầu được cá nhân hóa vào năm 2005 và sau đó Google Suggest với  tính năng tự động hoàn thành đã được đưa ra. Từ năm 2007, tính năng Tìm kiếm toàn cầu đã cung cấp tất cả các loại nội dung chứ không chỉ nội dung văn bản vào trong kết quả tìm kiếm.
Google đã tham gia vào quan hệ đối tác với NASA, AOL, Sun Microsystems, News Corporation, Sky UK và những công ty khác. Công ty đã thành lập một chi nhánh từ thiện, Google.org, vào năm 2005.
Tên Google là một lỗi chính tả của Googol, số 1 theo sau là 100 số không, được chọn để biểu thị rằng công cụ tìm kiếm nhằm cung cấp một lượng lớn thông tin.

## Lịch sử

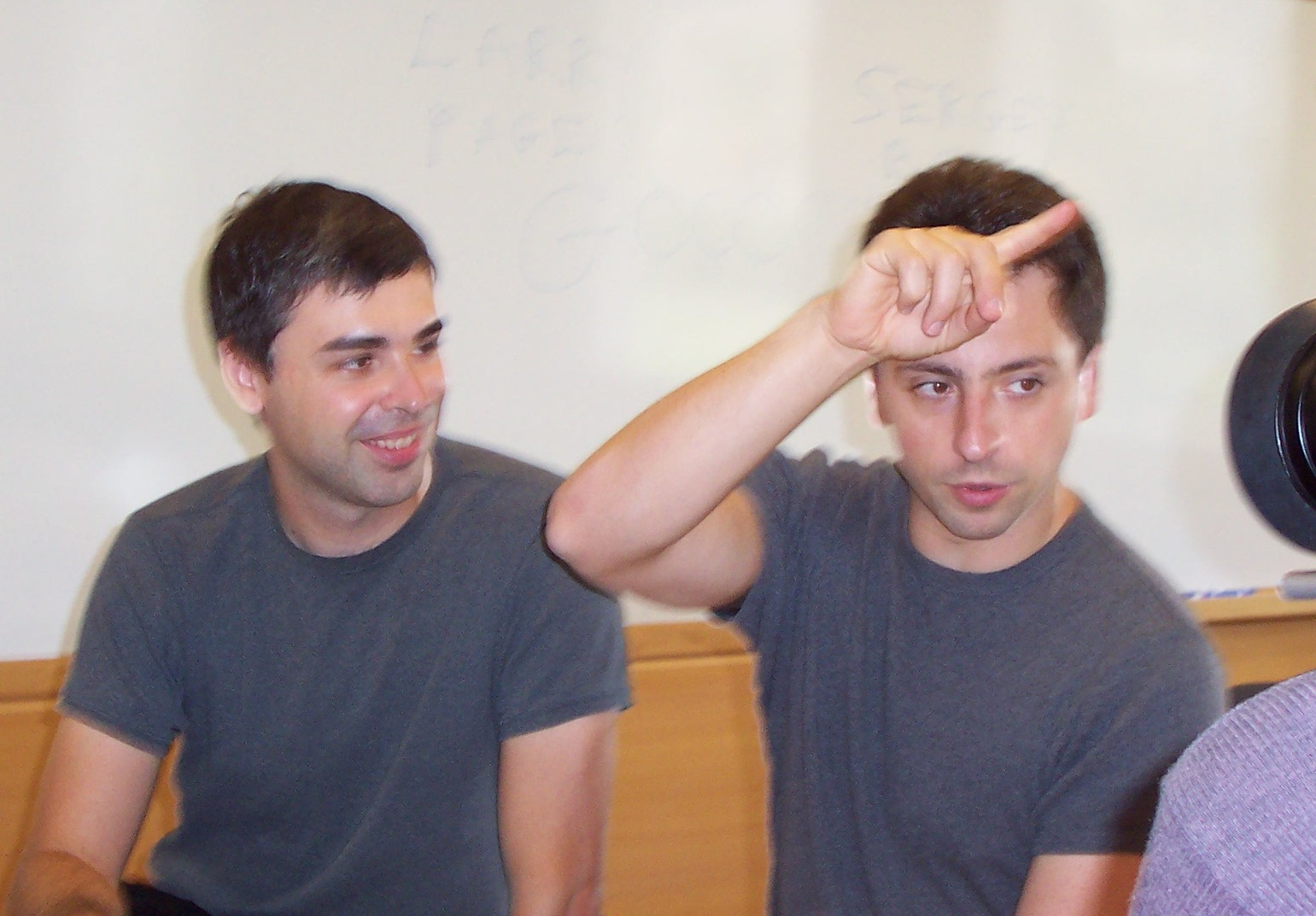
Larry Page và Sergey Brin năm 2003

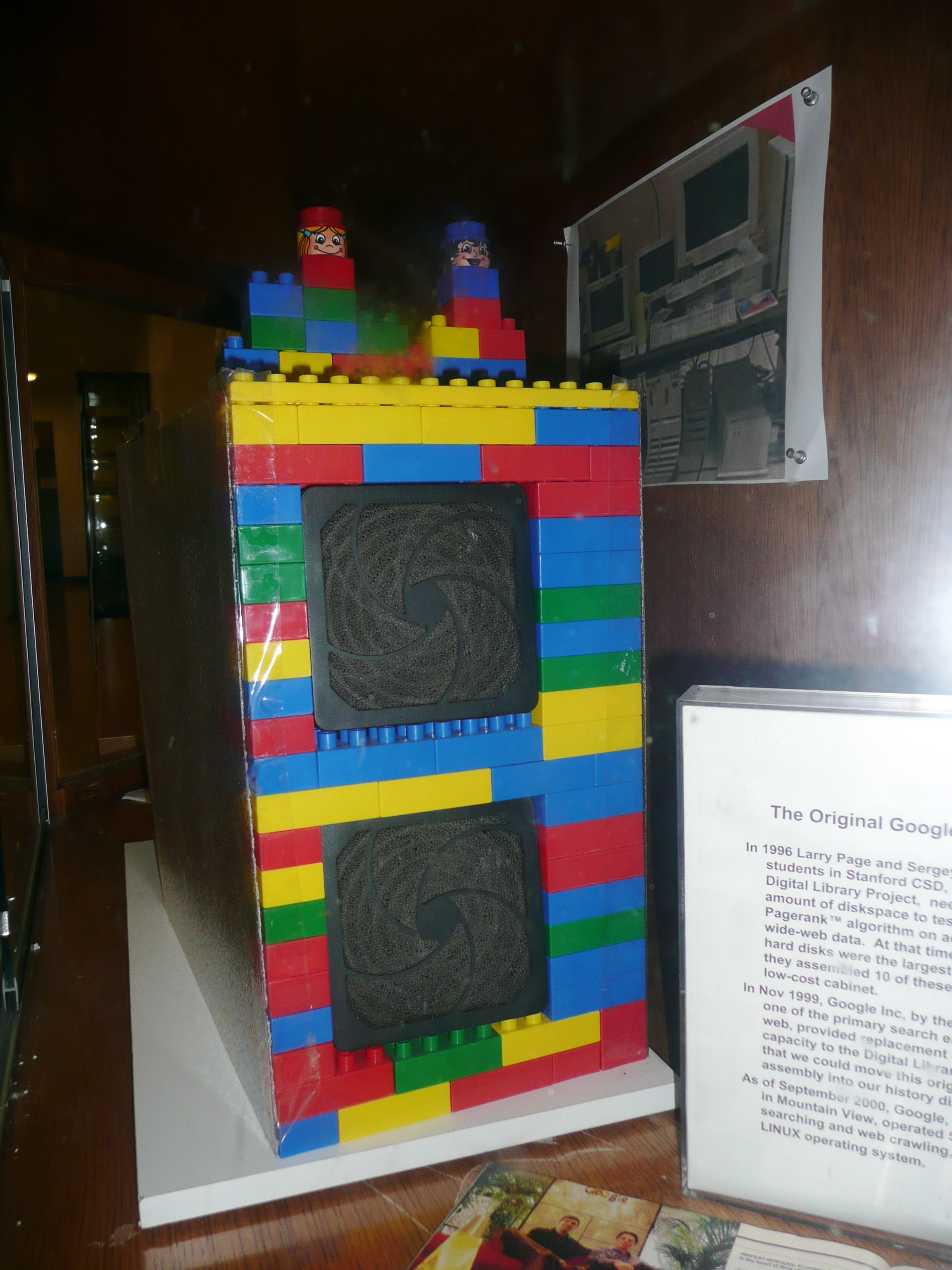
Máy tính Google đầu tiên tại Stanford được đặt trong các thùng máy tùy chỉnh được xây dựng từ Mega Blocks.

### Khởi đầu
Google có nguồn gốc từ " BackRub ", một dự án nghiên cứu được Larry Page và Sergey Brin bắt đầu vào năm 1996 khi cả hai đều là nghiên cứu sinh tại Đại học Stanford ở Stanford, California. Dự án ban đầu có sự tham gia của "người sáng lập thứ ba" không chính thức, Scott Hassan, lập trình viên chính, người đã viết nhiều mã nguồn cho công cụ Tìm kiếm Google ban đầu, nhưng anh đã rời đi trước khi Google chính thức được thành lập như một công ty; Hassan tiếp tục theo đuổi sự nghiệp chế tạo người máy và thành lập công ty Willow Garage vào năm 2006.
Trong quá trình tìm kiếm chủ đề luận văn, Page đã cân nhắc việc khám phá các tính chất toán học của World Wide Web, hiểu cấu trúc liên kết của nó như một biểu đồ khổng lồ. Giáo sư hướng dẫn của anh, Terry Winograd, đã khuyến khích anh chọn ý tưởng này (sau này Page nhớ lại "đây là lời khuyên tốt nhất mà tôi từng nhận được" ) và Page tập trung vào vấn đề tìm ra những trang web nào liên kết đến một trang nhất định, dựa trên việc xem xét số lượng và bản chất của các liên kết ngược đó là thông tin có giá trị về trang đó (với vai trò của trích dẫn trong xuất bản học thuật). Page đã kể ý tưởng của mình cho Hassan, người đã bắt đầu viết mã nguồn để thực hiện các ý tưởng của Page.
Dự án nghiên cứu này có biệt danh là "BackRub", và nó đã sớm được Brin, người được hỗ trợ bởi Học bổng Sau đại học của Quỹ Khoa học Quốc gia, cùng tham gia. Hai người gặp nhau lần đầu tiên vào mùa hè năm 1995, khi Page là thành viên của một nhóm sinh viên mới tiềm năng mà Brin đã tình nguyện đưa một chuyến tham quan quanh khuôn viên trường và San Francisco gần đó. Cả Brin và Page đều đang làm việc trong Dự án Thư viện Kỹ thuật số Stanford (SDLP). Mục tiêu của SDLP là "phát triển các công nghệ hỗ trợ cho một thư viện kỹ thuật số duy nhất, tích hợp và phổ quát" và nó được tài trợ thông qua National Science Foundation, cùng các cơ quan liên bang khác.
Trình thu thập thông tin web của Page bắt đầu khám phá web vào tháng 3 năm 1996, với trang chủ Stanford của Page là điểm khởi đầu duy nhất. Để chuyển đổi dữ liệu liên kết ngược được thu thập cho một trang web nhất định thành thước đo mức độ quan trọng, Brin and Page đã phát triển thuật toán PageRank. Trong khi phân tích đầu ra của BackRub đối với một URL nhất định, bao gồm danh sách các liên kết ngược được xếp hạng theo mức độ quan trọng, hai người nhận ra rằng công cụ tìm kiếm dựa trên PageRank sẽ tạo ra kết quả tốt hơn các kỹ thuật hiện có (các công cụ tìm kiếm hiện tại về cơ bản xếp hạng kết quả theo số lượng cụm từ tìm kiếm xuất hiện trên một trang).